# Bellerive
Bellerive es una localidad y antigua comuna suiza del cantón de Vaud, situada en el distrito de Broye-Vully, y antiguamente en el distrito de Avenches.

## Generalidades
Bellerive (533 m) está localizado entre el lago Murten y el lago Neuchâtel, 5 kilómetros al norte de Avenches. La parte principal del pueblo Salavaux (436 m), localizado sobre el río Broye, los pueblos Cotterd (481 m), sobre el Vully, y Vallamand-Dessous (433 m), sobre el lado oeste del lago de Murten, pertenecen al municipio de Bellerive. Limita al norte con las comunas de Cudrefin y Vallamand, al este con Faoug, al sur con Constantine, y al oeste con Montmagny.
Bellerive tenía 621 habitantes en 2009 en un área de 2,26 kilómetros². La lengua oficial es el francés, hablado en el 61,7 % de la población, 28,2 % habla portugués y 2,7% alemán (2000).

## Historia
El 1 de julio de 2011 entró en vigor la fusión de la comuna de Bellerive con las comunas de Chabrey, Constantine, Montmagny, Mur, Vallamand y Villars-le-Grand en la nueva comuna de Vully-les-Lacs.